# Tape-Trading
Tape-Trading nennt man das Austauschen von Musik auf Kompaktkassette. 

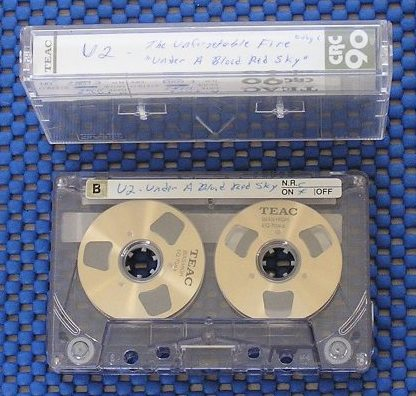
Selbstbespielte Kassette

Anfang der 1980er wurde diese Möglichkeit genutzt, um andere Interessenten sowohl auf unbekannte Musikgruppen, als auch sehr seltene Platten und Demoaufnahmen aufmerksam zu machen. Durch das Tape-Trading erreichten viele Bands große Bekanntheit. Eines der besten Beispiele ist wohl Metallica, die aufgrund der Verbreitung ihrer beiden Demokassetten Power Metal (1981) und No Life ’Til Leather (1982) nach kurzer Zeit das Interesse diverser Plattenfirmen und Manager weckten und kurze Zeit später zu weltweitem Ruhm gelangten.
Wichtig war das Tape-Trading vor allem für Musikinteressierte, die im Ostblock lebten, da es hier oft schwer war, an Veröffentlichungen aus dem Westen heranzukommen. 
Das Tape-Trading wurde in erster Linie von Fans betrieben, nicht von den betreffenden Künstlern selbst. So wurde empfehlenswertes Material an Freunde weiterkopiert, die dieses dann auch wieder an andere Interessenten weitergaben usw.
Heutzutage ist das Tape-Trading fast komplett ausgestorben. Mit dem Einzug der digitalen Medien ging der Einsatz von Kassetten und -rekordern kontinuierlich zurück, zunächst zugunsten von Filesharing-Diensten und CD-R und ab den 2010er-Jahren schließlich von Streaming-Diensten.